# Chalchiteco (etnia)
Los Chalchitecos (o Chalchitekos) son un grupo étnico de origen maya establecidos en el pueblo de Chalchitán, ahora anexado como barrio del municipio de Aguacatán, Huehuetenango en Guatemala.

## Etimología y autodenominación
Los chalchitecos son denominados así debido a la antigua Chalchitán, aunque la tradición oral de los actuales ancianos dice que antes se autodenominaban B'ali'm Wunak, es decir "hombres tigres".

## Datos históricos

### Época prehispánica
Según unos cuantos escritos, la historia de Chalchitán se inicia unos 800 años antes de la llegada de los españoles, complementando esta información, estudios de los vestigios arqueológicos corroboran que fue la ciudad antigua de esta región. Su desarrollo se suscitó en la etapa preclásica (1,500 a. C. a 300 d. C.) con una prolongada interrupción a finales de la misma fase, hasta el postclásico temprano (1000 a 1200 d. C.) (Lovell, 1990:40).
George Lowel en su libro Conquista y cambio cultural en la sierra de Los Cuchumatanes 1500-1821 confirma su existencia arqueológica y hace mención de Chalchitán como una población forjada en un valle sin defensa ni fortificación durante el clásico (300 a 1000 d. C.).
Cuando los españoles arribaron al lugar, Chalchitán, en el ahora Huehuetenango, ya era un lugar que existía desde tiempo atrás. Su nombre autóctono fue Cuacul, por el grupo que salió de Tullan, en México.
En el periodo clásico maya (300-930 d. C.), Chalchitán fue identificado como "Casa Jaguar". Después de la conquista se nombró Cuacutec, que es un toponimio náhuatl.
Adrián Recinos, historiador guatemalteco afirma que el origen náhuatl de las tribus de Chalchitán está claramente demostrado por monumentos, costumbres y se confirma por la semejanza de las lenguas.

"El mismo nombre Chalchitán procede de la raíz náhuatl chalchi (verde), que forma la base del nombre primitivo de la costa de Veracruz, Chalchiuchuecán, (tierra de conchas verdes)". - Adrián Recinos.

#### Sitios arqueológicos
Diversas evidencias arqueológicas manifiestan sus diferentes establecimientos humanos, pues en los alrededores de la cabecera municipal de Aguacatán son observables gran número de montículos cubiertos por vegetación, que rememoran el centro original de ese asentamiento.
12 montículos que formaron parte de la ciudad de Xolchum se encuentran cubiertos por árboles de copal, caña de carrizo y montarrales. Ese lugar es donde se asentaron los hombres de Coacutec, provenientes de Tulán, México.
Señala Andrés Puentes, coordinador de la Comisión Técnica de la Comunidad Lingüística Chalchiteca:

“Este es el más antiguo, y se considera que fue construido entre 300 a 900 dC”. - Andrés Puentes.

Víctimas de una peste, los pobladores huyeron hacia el Triángulo Ixil y habitaron cerca de una ladera. A pesar del suceso, regresaron años después al mismo lugar y construyeron a muy pocos kilómetros de Xolchum, una nueva ciudad a la que los mames llamaron Chalchitán, que significa ladera, en referencia al lugar que habían habitado anteriormente.
De ese suceso quedan como recuerdos diez montículos cubiertos por árboles de pino, encino, palo negro y siembras de maíz y frijol.
Comenta Puentes, con base en estudios de Lowell y Karmak:

“Esta ciudad, que hoy se conoce como Pueblo Viejo, fue habitada antes de la Conquista”. - Andrés Puentes.

Pueblo Viejo es también conocido como Tnum, esa localidad se ubica en el poblado que hoy se conoce como Chichoché y data del 1200 al 1524 fecha de la invasión. Estas fuentes coinciden con la tradición oral de los ancianos de pueblos aledaños. También existen versiones, las cuales afirman que durante el tiempo de la conquista, Pueblo Viejo ya tenía muchos años de estar arruinado, lo más certero es que esta urbe terminara de ser destruida por los conquistadores luego de la toma de Zaculeu en 1525, pese a que no existen huellas de la sumisión de los chalchitecos.
Otros vestigios se encuentran en la aldea Pichiquil, a 15 kilómetros de Aguacatán. En ese lugar hay dos centros y siete montículos. En la aldea La Estancia, a 9 kilómetros de Aguacatán, también había montículos; sin embargo, según Puentes, el último fue destruido en 1995 por unos extranjeros para excavar.
Conforme a Recinos, el cronista Francisco Antonio de Fuentes y Guzmán, reconoce al lugar de Pueblo Viejo y Chalchitán como "punto del reino de Guatemala donde al tiempo de la conquista se veían portentosos restos de edificios y fortalezas".

### Conquista
Durante el siglo XVI, no representó un peligro ni una nación poderosa que pudiera atemorizar a los españoles.
A pesar de no poseer una fuerte organización política y militar amenazante para los españoles, es de mencionar su incansable carácter rebelde, es por aquello que no se dejaban dominar, ni siquiera por las intendencias municipales. Concluye el líder chalchiteco: 

“Posiblemente por eso lo suprimieron el 27 de febrero de 1891, junto a otros pueblos, y pasó a convertirse en un barrio de Aguacatán”. - Andrés Puentes.

### Independencia
En los primeros veinte años posteriores a la independencia, Chalchitán y Aguacatán fueron dos pueblos distintos. A pesar de eso, el 2 de febrero de 1881, bajo el gobierno de Manuel Lisandro Barillas, Chalchitán es suprimido y se anexa como barrio de Aguacatán.

### Historia contemporánea
Los indígenas chalchitecos jamás estuvieron de acuerdo con la decisión de que su localidad se anexara, aunque no fue sino hasta principios de los años 1990 cuando empezaron a demandar su reconocimiento.
En esa forma, le propusieron al gobierno de Ramiro de León Carpio, así como a la entonces guerrilla, no olvidarse de ellos en los acuerdos que firmasen. Pero después, se desatendió dicha petición.
En 1998, al discutirse las reformas a la Constitución, los chalchitecos hicieron un nuevo y prometedor intento.
Dentro de las reformas a la Carta Magna, en especial del artículo 143, se logró incluir al  chalchiteco como otro de los idiomas que se hablan en el país. La ventaja del No en la consulta popular impidió su reconocimiento.
La tentativa más reciente fue llevada a cabo en abril de 2002 frente a los siete diputados huehuetecos. A través de un proyecto de decreto legislativo del 28 de mayo del mismo año, los diputados de Huehuetenango consideraron que el chalchiteco debía ser reconocido constitucionalmente.
En 2003, miembros pertenecientes a este grupo lingüístico, manifestaron su indignación ante las medidas tomadas por la Academia de Lenguas Mayas de Guatemala, la cual no traduciría documentos a ese idioma; lo anterior fue una de varias medidas en favor de todos los pueblos hablantes de lenguas autóctonas en Guatemala. El dilema se originó cuando los indígenas a través de Pablo Méndez, presidente de la comunidad lingüística chalchiteca comentó que no fueron reconocidos en el decreto 65-90, el cual establece la creación de la Ley de la Academia de Lenguas Mayas de Guatemala, donde el chalchiteco no es reconocido. Añadían que Sergio Morales, procurador de los Derechos Humanos, mandó una carta a Efraín Ríos Montt, presidente del Congreso para que interceda por dicha comunidad.
En febrero de 2004, los líderes chalchitecos señalaron a la Academia de Lenguas Mayas de Guatemala (ALMG) de intentar relegarlos de la institución y dar lugar a otros representantes, según ellos, ilegítimos. Ramón Vicente, líder de los indígenas manifestó que había intento de manipulación política en su contra. En respuesta, Mario Perfecto Tema, director de la academia, aseguró que no existía tal problema debido a que no había tratado el asunto de quiénes serían los representantes de ese grupo.
En noviembre de 2004, se presentaron nuevos roces entre ambos grupos: los chalchitecos manifestaron sentirse discriminados por la Academia de Lenguas Mayas de Guatemala al ser excluidos en la convocatoria para integrar la Junta Directiva. El artículo 2 de la convocatoria señala que quedaban fuera por no presentar documentación. Ellos interpusieron un amparo en la Sala Primera de Apelaciones del ramo civil para que la elección sea suspendida.

“Esperamos que la resolución sea favorable, pues tenemos tanto derecho como cualquiera a ser parte de la Junta”. - Ramón Vicente, representante de los chalchitecos.

La Academia señaló que no llenaron los requisitos indispensables para acceder a esos cargos.

## Actividades productivas
La población chalchiteca se dedica al cultivo de cebolla y ajo para exportación a Centro y Suramérica y a la elaboración de tejidos (morrales, sombreros y trajes de lana).

## Organización social

### La tribu y los nombres
Para muchos de los chalchitecos, el término tribu es parte de la historia pasada, no obstante, consideran que aún tiene validez, pues es parte de su organización social. Debido a ellos se generan los apellidos, que preservan como grupo étnico, a pesar de que en el Registro Municipal se les asigne un nombre en español.
Esta última práctica, se lleva a cabo desde hace 150 años, dirigida por la Iglesia Católica. Conforme a la tradición indígena ellos ya nombraban a sus hijos, pero por parte de la iglesia, asignaban otro en castellano. Con base en estimaciones, se calculan aproximadamente unas 200 tribus, teniendo las grandes de unos 170 a 250 miembros, por otro lado las pequeñas están conformadas por cerca de 50 a 10 miembros.
Wa’n, Pix', Kali’n, Mantu’, Kxtin, Xo’k, Wich, Wukyin, son nombres de algunas de las grandes tribus. Lukx, Kolyo’, Marquin y Xalu’ pertenecen a las pequeñas. Estos son algunos de los "apellidos" prehispánicos con que los chalchitecos debían nombrar a sus hijos, y posteriormente agregarle algún nombre. 
Por ejemplo, podían ponerle de nombre Pal, y luego añadir el de la tribu, que podía ser Wa’n. De esa forma, se llamaría Pal Wan, mas sin embargo, la Iglesia Católica le llamaba por decir, Gaspar Velásquez. Otro ejemplo puede ser, si era de la tribu Pix', se llamaría Pal Pix' y la iglesia le ponía Gaspar Ortiz.
Pese a compartir el mismo territorio, los aguacatecos usaban otra forma, poniendo el apellido según el lugar donde vivían. La característica compartida por ambas etnias era que la Iglesia también les asignaba un nombre español.
Un ejemplo de como los aguacatecos nombraban a sus hijos era de la siguiente forma: si el niño nacía en un lugar donde había muchos talpetates, lo nombraban Pal y le agregaban Kxa’y. En español significa Gaspar Sobretalpetate. Otro ejemplo más es Wa’n Wixq’ol, a quien en la Iglesia le ponían Juan Sobreciénegas.

## Organización político-religiosa
La llamada jerarquía chalchiteca con características políticas y religiosas es una de las tantas manifestaciones prehispánicas que se está perdiendo con el paso de los años. A continuación se describen los diversos cargos y rangos dentro de esta.
- Miyor (alguacil mayor): Con este rango se alcanza cierto grado de poder sobre los mandos inferiores. El oficio principal es servir de celador al orden público tanto como impartir justicia de menor relevancia.

- Ajlawe (cuidadores de las llaves): Este grado implica mayor responsabilidad dentro de la sociedad, pues es el que cuida los bienes de la jerarquía, también los mantiene en orden y en buen estado.

- Axtol (síndicos): Su mayor deber está vinculado con la administración municipal, al servicio del Alcal Katanum y del alcalde ladino.

- Alcal Katanum (Alcalde Natural o indígena): Con este rango se llega a la mayor responsabilidad de la administración pública y la justicia.

- Nak Alcalango Crinsipal (ex alcaldes o principales): Lugar honorífico que se da a quienes han servido en todos los rangos de la jerarquía política religiosa del pueblo chalchiteco. Se ubica en la Casa de la Virgen, actual sede del Poder Local. La función vitalicia de estas personas es tomar decisiones en consejo de ancianos y en consenso.

## Relaciones con otras etnias
Los aguacatecos son quienes se ven más relacionados política, social, étnica, económica y culturalmente con el pueblo chalchiteco, pero los vínculos entre ambos grupos se ve cismada ante las difíciles relaciones entre ellos de tiempo atrás debido a la anexión de Chalchitán.
Un ejemplo notable de esas hostilidades se plasma en las elecciones para cargos políticos del municipio y la rivalidad ante el descontento de los aguacatecos por "negar" a los chalchitecos.

## Fiestas y ceremonias tradicionales

### Panorama general
Tratar de mantener las costumbres y tradiciones es un poco dificultoso debido a múltiples factores, tales como constantes migraciones de los grupos jóvenes de la población hacia los centros urbanos, las diferentes religiones y la influencia de la radio y la televisión.
La práctica de las antiguas tradiciones se lleva a cabo públicamente o en su defecto, a escondidas. La religión es parte de ese problema, pues la Iglesia Católica, y posteriormente de la Evangélica vinieron a contrastar los ritos y la religiosidad mayas.
El matrimonio ejemplifica dicho sincretismo. Algunas parejas contraen matrimonio conforme a normas católicas o evangélicas, pero no abandonan sus ritos y hacen la "pedida" de la novia en las fechas que señala el calendario maya. Para tal fin preguntan al sacerdote cual día es el indicado.
Parte de esa lucha de conservación abarca los matrimonios entre los mismos integrantes de la etnia, lo cual ha sido un poco difícil debido a que en ocasiones, surgen parejas con aguacatecos.
La agricultura ha sido otra actividad donde se manifiestan costumbres y tradiciones, a pesar de que se han unido a la modernidad con el uso de productos de origen químico para mejorar sus cosechas. Gran parte de los chalchitecos aún consultan el calendario maya para saber que días son aptos para las cosechas y siembras.
Observar los astros todavía forma parte de su religiosidad. Un ejemplo se manifiesta cuando para sembrar esperan que la luna sea creciente, y para cosechar, menguante.

### Matrimonio
Antes, la costumbre marcaba que el padre le buscaba esposa al hijo cuando éste cumplía los 14 años. Hoy día, el hijo comunica al padre que conoció a una mujer que le gusta y se quiere unir a ella. La mayor parte de las ocasiones, se llega a la unión de hecho, pero se mantiene firme.
Luego de que el hijo convence al padre, ambos van en búsqueda del sacerdote para que sea intermediario con la familia de la novia y los acompañe para la pedida. Dicho día deben ir los padres, el novio y otros familiares.
Después de la pedida, los novios deben ser sometidos a una prueba por el sacerdote. Por medio de una pregunta se da cuenta de los "errores" de cada uno. Por ejemplo, sabe si siempre ha dicho la verdad, si tiene buen o mal carácter. Para ese fin usa frijoles rojos, que coloca sobre una mesa para que le revelen las conductas. Al pasar la prueba, la unión o matrimonio se efectúa cuatro o cinco meses después. 

## Vestimenta
Los chalchitecos tratan de conservar la originalidad en el diseño de sus trajes, pero la tecnología actual es influyente en su indumentaria. Debido a lo anterior, la vestimenta actual no es la misma de hace siglos, presentándose múltiples variaciones.

### Traje femenino
El traje de la mujer chalchiteca se conforma por:
- Güipil: Está hecho de manta color blanca con el cuello bordado en forma redonda con lustrina de colores llamativos, en especial rojos, anaranjados y amarillos (antiguamente se usaban los colores verdes y azules) formando figuras geométricas en forma de rombos y flores de colores variables. En la zona inferior al cuello y rodeando todo el güipil, se añadían bordados con hilo más fino representando figuras zoomorfas (caballos, mariposas, pájaros, quetzales, venados), fitomorfas (flores), elementos geográficos (volcanes), entre otras.

Este modelo se conserva, y algunos cambios significativos son la incorporación de cintas con hilos brillantes.
Las innovaciones más recientes se comenzaron a dar desde hace una década. Con base en datos de Isabel Alcón, coordinadora del Programa de la Mujer de la Asociación de Desarrollo Nueva Vida, hace mucho tiempo, los diseños del cuello de los güipiles tenían forma de pata de gallo.
- Corte: El corte es la parte que menos cambios ha manifestado debido a que mantiene su modelo de tela negra. Se adorna con franjas horizontales de colores y ornamentos laterales también bordados en forma de cruces. El corte sigue presente en el uso cotidiano y hay telares familiares que hacen este tejido que es comercializado a precios elevados.

No obstante, según Alcón, se diversificó el color de las líneas que lo adornan, que son delgadas. En tiempos antiguos se utilizaban el rojo y el amarillo.
Los hilos utilizados también han cambiado, pues ahora se usan materiales sintéticos que no se destiñen.
- Cinta: Mide aproximadamente un metro y medio de largo por 20 centímetros de ancho con fondo rojo, con precisos y delicados bordados de figuras geométricas y con unas borlas a los lados que brinda una imagen singular a las que habitan en Aguacatán. Según algunas personas, las figuras se pueden asociar con la arquitectura maya de Uxmal, el Templo de los Tres Dinteles en Chichén Itzá, entre otras de importancia en México, pues también de allí se originaban sus parientes lejanos.

### Traje masculino
Los hombres, según Roberto Mendoza, si han perdido su traje original, y es hace como 2 o 3 generaciones que se veía conformado por traje blanco y camisa a cuadros negros y blancos. A continuación se describen los elementos que conforman dicha indumentaria. 
- Camisa: Se distinguía por su diseño de cuadros negros y blancos.

- Pantalón blanco: Elaborado con manta.

- Faja: De igual manera, era de uso común a modo de cinturón y confeccionada a mano con colores llamativos, de fondo rojo.

- Sandalias o Caites: Es un calzado hecho a base de piel de res curtida, sin ningún tipo de labranza. Las sandalias o "caites" siguen siendo usadas por la gente local, y de alguna manera denotan un emblema que distingue a los agricultores.

Ahora visten prendas compradas en los almacenes y pacas.
En torno a esto, Mendoza comenta:

“Hace rato que perdimos la costumbre”. - Roberto Mendoza.

## Escolaridad
Oficialmente no existe educación bilingüe en el área, sin embargo, en julio de 2002 se editó el primer texto educativo en chalchiteco.